# Ajjer (dromadaire)
L'Ajjer est une race de dromadaire originaire du sud-est de l'Algérie, principalement utilisé comme animal de selle et de bât.

## Présentation
L'Ajjer est un dromadaire de petite taille que l'on trouve dans le massif montagneux du Tassili n'Ajjer, au sud-est de l’Algérie. De couleur claire, gris, parfois pies, il mesure entre 180 et 190 cm pour un poids moyen de 450 kg. Adapté aux zones de montagnes et leurs terrains accidentés, il est surtout utilisé pour le transport, comme animal de selle et de bât, et le tourisme,.
Il est apparenté au Tibesti, une race du Tchad.

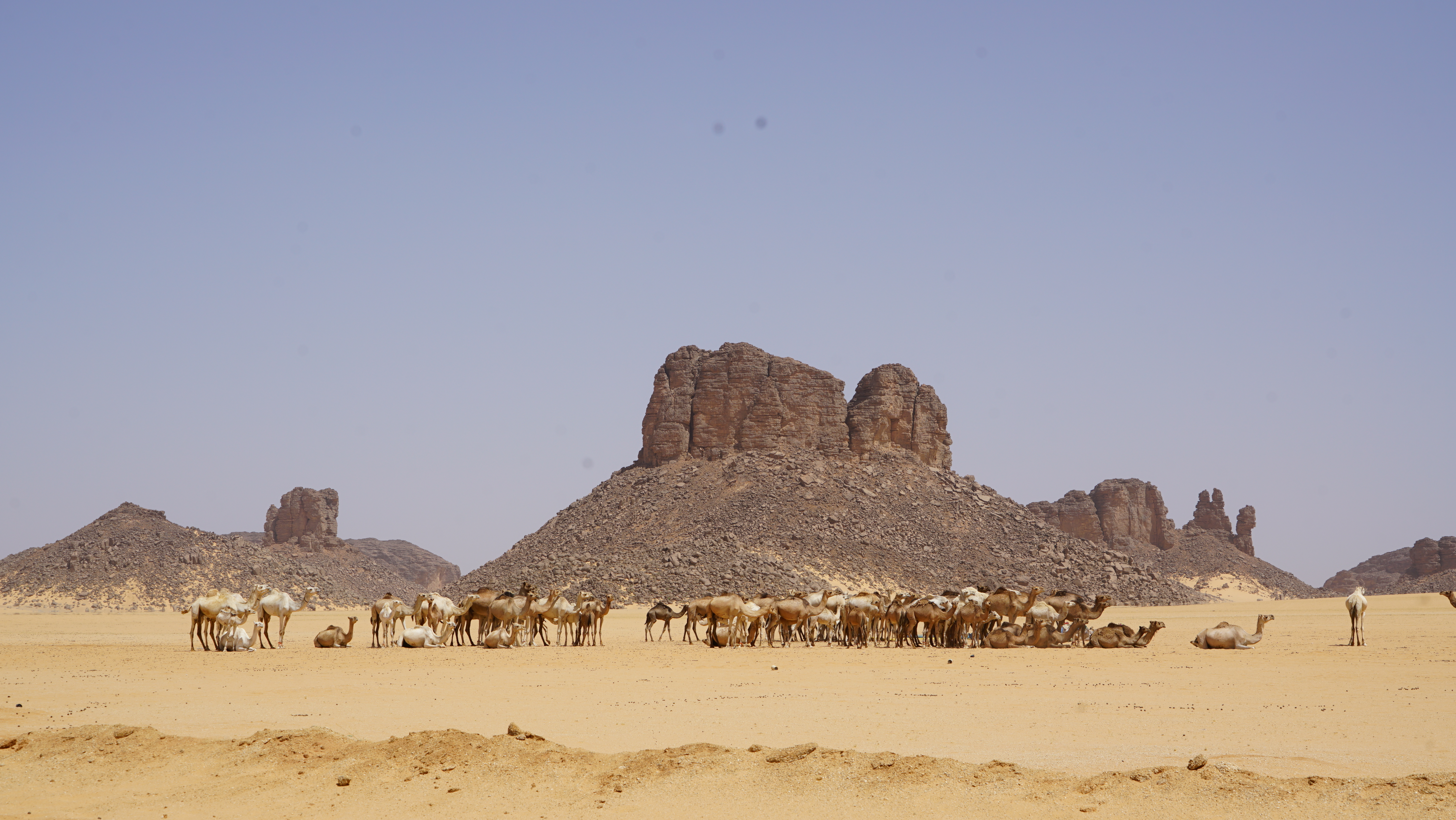
Troupeau de dromadaires dans le Parc culturel du Tassili en 2019.